# Personaggi dell'universo di Clash
I personaggi dell'universo di Clash sono i personaggi presenti nei giochi della Supercell Clash of Clans, Clash Royale, Project R.I.S.E e Squad Busters
Dal 2016 sui canali YouTube ufficiali della Supercell va avanti Clash-a-Rama, una webserie animata di carattere parodistico i cui protagonisti sono i personaggi di Clash.
Nel 2022 è uscito Book of Clash, il primo romanzo a fumetti ambientato nell'universo di Clash.

## Personaggi presenti in più giochi

### Arciere
Gli arcieri (Clash of Clans, Clash Royale, Project R.I.S.E e Squad Busters) sono delle ragazze con i capelli rosa, armate di arco, con i piedi scalzi e in grado di colpire i bersagli da lontano con il loro archi. Ci sono varie versioni potenziate come gli arcieri furtivi e i superarcieri in Clash of Clans e l'arciere pirotecnico in Clash Royale e Project R.I.S.E . Una truppa simile agli arcieri è l'arciere magico di Clash Royale in grado di colpire più bersagli contemporaneamente. Anche quest'ultimo ha avuto una versione potenziata in un evento a tempo in Clash Royale, il super arciere magico, che faceva passare dalla propria parte le carte e le torri avversarie. Presente in tutti i giochi la Regina degli arcieri è un grande arciere in grado di diventare invisibile per un tempo limitato e di evocare altri arcieri.

### Barbaro
I barbari, uomini biondi di carnagione molto chiara, si muovono in gruppo e sono dotati di spada (Clash of Clans , Clash Royale , Squad Busters e Project R.I.S.E.)

### Boscaiolo
Il boscaiolo (Clash Royale) è un uomo armato di ascia che ha sulla schiena una bottiglia di furia, che alla sua morte si riversa sul campo di battaglia.

### Cavaliere
Il cavaliere (Clash Royale) è un uomo simile al barbaro, però dotato di armatura. In Clash Royale c'è il cavaliere d'oro, un cavaliere molto più potente e veloce. Sempre in Clash Royale è presente il gran cavaliere, un uomo che indossa una grande armatura nera che lascia vedere solo gli occhi. Quest'ultimo non combatte con la spada, ma con potenti pugni e salti.

### Domatore di cinghiali
Il domatore di cinghiali (Clash of Clans, Clash Royale, Project R.I.S.E e Squad Busters) è un uomo di carnagione scura che cavalca un maiale ed è armato di un martello. Il suo principale obiettivo sono gli edifici difensivi. In Clash of Clans esiste il domatore volante che vola finché non perde tutti i punti i vita: a quel punto diventa un normale domatore.

### Draghi
- Drago (Clash of Clans): Un grosso drago che sputa grandi fiammate dalla bocca. Ha una versione potenziata in Clash of Clans il superdrago.
- Cucciolo di drago (Clash of Clans, Clash Royale): È un piccolo drago verde che sputa sfere infuocate. Ha una versione potenziata in Clash of Clans e Clash Royale, il drago infernale, che sputa un flusso continuo di lava che fa sempre più danni nel tempo.
- Drago elettrico (Clash of Clans, Clash Royale): È un drago blu che spara scariche elettriche dalla bocca.
- Draghi d'ossa (Clash Royale): Sono dei cuccioli di drago fatti d'ossa, però più deboli.

### Fantasma Royale
Il fantasma royale (Clash of Clans e Clash Royale) è un guerriero fantasma che può diventare invisibile per qualche secondo.

### Fenice
La fenice (Clash of Clans, Clash Royale) è un grosso pennuto volante dalle piume rosse, che colpisce i nemici con potenti beccate. Quando muore diventa un uovo che se non viene distrutto la fa rinascere. In Clash of Clans è un famiglio.

### Fuorilegge
La fuorilegge (Clash Royale) è una donna incappucciata e con una maschera. Può fare rapidi scatti ed è armata di un bastone.

### Gigante
Il gigante (Clash of Clans e Clash Royale) è un grande uomo coi capelli rossi, il cui principale obiettivo sono mura ed edifici. Le sue versioni potenziate sono presenti in Clash of Clans: gigante pugile e supergigante. In Clash Royale è presente il gigante elettrico, in grado di generare scariche elettriche.

### Goblin
I goblin (Clash of Clans e Clash Royale) sono piccole creature verdi attratte dal denaro. Generalmente sono armati solo di pugnale, anche se esistono alcune versioni in cui sono armati anche con lance e cerbottane. Il gigante goblin di Clash Royale ha le caratteristiche del gigante ma è simile ad un goblin e porta sulla schiena dei goblin lancieri. La versione potenziata del goblin è il goblin furtivo, di Clash of Clans, che può diventare invisibile per qualche secondo. Una creatura simile ai goblin è il bocciatore (Clash of Clans, Clash Royale), una sorta di grande goblin viola, che colpisce i nemici con immensi massi, che ha pure una versione super.

### Golem
Il golem (Clash of Clans, Clash Royale) è una grossa creatura di pietra che quando perde tutta la vita si divide in due golem più piccoli, i golemiti. La sua versione potenziata è il golem di montagna (Clash of Clans).
Esistono inoltre due varianti del golem classico:
- il golem di elisir (Clash Royale), che alla sua morte si divide in due golemiti di elisir e che a loro volta si dividono in quattro bolle di elisir che quando vengono uccise danno 0.5 elisir a testa all'avversario.
- il golem di ghiaccio (Clash of Clans, Clash Royale), che alla morte ghiaccia le difese nemiche per qualche secondo. In Clash Royale è stato presente in un evento a tempo la sua versione super, il super golem di ghiaccio, in grado di ghiacciare tutta l'arena alla sua morte.

### Guaritrice
La guaritrice (Clash of Clans e Clash Royale) è una donna volante che cura le truppe alleate. In Clash of Clans può solo curare i compagni, mentre in Clash Royale può anche combattere.

### Mastino lavico
IL mastino lavico (Clash of Clans, Clash Royale) è una grossa creatura volante formata da lava che genera alla sua morte tante creaturine: i cuccioli lavici. In Clash of Clans è presente la versione potenziata, il mastino glaciale, che genera piccole creature che alla loro morte ghiacciano le difese nemiche.

### Minatore
Il minatore (Clash of Clans e Clash Royale) è un uomo che si muove sottoterra e affiora solo per colpire le truppe o gli edifici nemici. Ha una versione potenziata in Clash of Clans, il superminatore e una in Clash Royale il minatore colossale, armato di una trivella e che, grazie ad un'abilità speciale, può andare dall'altra parte dell'arena lasciando una bomba nel posto dove si trovava.

### Monaco
Il monaco (Clash Royale) è un vecchio che ha passato tutta la vita ad imparare gli incantesimi. Se viene colpito da incantesimi riesce a respingerli.

### Mongolfiera
La mongolfiera (Clash of Clans, Clash Royale) è una vera e propria mongolfiera che sgancia bombe contro gli edifici nemici. In Clash of Clans ci sono una versione potenziata, le mongolfiere razzo e una variante, la mongolfiera cimiteriale, che anzi che lanciare bombe lancia degli scheletri.

### Moschettiere
Il moschettiere (Clash Royale) è una donna con i capelli violetti che colpisce i suoi bersagli col suo fucile.

### P.E.K.K.A
La P.E.K.K.A (Clash of Clans e Clash Royale) è una guerriera misteriosa, di cui si vede solo l'armatura e non si sa se c'è qualcuno dentro o se è solo un robot. Ha una sua versione potenziata la superpekka (Clash of Clans). Il mini PEKKA (Clash Royale) è una versione piccola della PEKKA, che ha avuto una sua versione potenziata in Clash Royale in un evento a tempo: il super mini PEKKA, che può distruggere una torre con un solo colpo e rigenerare la sua salute generando pancake.

### Pescatore
Il pescatore (Clash Royale) è un uomo biondo, in grado di fare lunghi balzi col suo arpione e che colpisce i nemici con un pesce.

### Principe
Il principe (Clash Royale) è un uomo che combatte con una lunga lancia a cavallo. Il Principe nero (Clash Royale) è simile, ma combatte con un'armatura nera e ha una mazza chiodata che fa danni ad area. Inoltre ha uno scudo.

### Scheletri
Gli scheletri (Clash of Clans, Clash Royale, Clash Mini) sono presenti in questi giochi in varie forme: come truppe, come incantesimi, come guardie (Clash Royale), armati di bombe (bombarolo), in grado di spaccare i muri (spaccamuro). Esistono poi degli scheletri particolari: il gigante scheletro di Clash Royale , che lascia cadere al suolo una bomba quando muore e il Re degli scheletri (Clash Royale e Clash Mini). Quest'ultimo è in grado di generare un numero di scheletri pari al numero di truppe morte (avversarie e alleate) mentre era in campo.

### Sgherro
Gli sgherri (Clash of Clans, Clash Royale, Clash Quest) sono piccoli esseri volanti blu, generati su Clash of Clans con l'elisir nero. Le sue versioni potenziate sono il supersgherro e lo sgherro mutante in Clash of Clans e il megasgherro in Clash Royale.

### Strega
La strega (Clash of Clans, Clash Royale, Clash Mini) è una donna che colpisce i nemici con sfere magiche ed è in grado di evocare degli scheletri. La sua versione potenziata, la superstrega (Clash of Clans, Clash Royale) evoca invece scheletri giganti. Altre sue versioni sono la strega notturna (Clash of Clans, Clash Royale), che evoca pipistrelli e la strega madre (Clash Royale) che trasforma i nemici in maiali.

### Stregone
Lo stregone (Clash of Clans, Clash Royale, Clash Quest, Clash Mini) è un uomo in grado di lanciare palle di fuoco dalle mani. Ha una sua versione potenziata in Clash of Clans, il superstegrone, e delle varianti in Clash Royale e Clash Mini: lo stregone di ghiaccio (lancia palle congelanti) e lo stregone elettrico (lancia scariche elettriche).

### Valchiria
La valchiria (Clash of Clans, Clash Royale,Clash Mini) è una donna dai capelli rossi che combatte usando un'ascia. In Clash of Clans è presente la sua versione potenziata, la supervalchiria, che porta sulle spalle una bottiglia dell'incantesimo furia che si rovescia a terra alla sua morte.

## Personaggi presenti solo in Clash of Clans

### Cacciatrice d'eroi
La cacciatrice d'eroi è una creatura umanoide completamente incappucciata, il cui principale obiettivo sono gli eroi nemici, che attacca con le sue carte.

### Campionessa reale
La campionessa reale è una guerriera armata di lancia e di uno scudo, il quale rimbalza sui vari edifici facendo più danni.

### I famigli
I famigli sono creature che aiutano gli eroi durante le battaglie standogli sempre vicino.
- L.A.S.S.I: è un cane robot in grado di scavalcare le mura difensive.
- Gufo elettrico: è un gufo blu che attacca i nemici con scariche elttriche.
- Yak possente: è uno yak che può abbattere le mura con le sue corna.
- Unicorno: simile ai guaritori come funzionamento, cura continuamente l'eroe a cui è a fianco.
- Polaris: è una creatura simile ad un tricheco che rallenta le difese nemiche. Polaris è accompagnato dai polarini, piccole palle di neve che ghiacciano le difese nemiche.
- Dillo: come suggerisce il nome, dillo è molto simile ad un armadillo. Si muove sottoterra e affiora per stordire le difese nemiche.
- Lucertola sputaveleno: è una lucertola che sputa sostanze tossiche che rallentano e feriscono le truppe avversarie.

### Gran sorvegliante
Il gran sorvegliante è una sorta di mago. Può volare e colpisce i nemici col suo bastone magico. Ha un'abilità che cura tutte le truppe che gli stanno vicino.

### Yeti
Lo yeti è una creatura simile ad una grossa scimmia. Sul muso ha due grandi corna e porta sulla schiena una sacca con dentro tanti yietimes, piccole creature che attaccheranno il nemico alla morte dello yeti.

### Titana delle folgori
La titana delle folgori è una donna gigante coi capelli bianchi e gli occhi fosforescenti. Crea intorno a sé un'aura elettrica che colpisce continuamente i nemici.

## Personaggi presenti solo in Clash Royale

### Boia
Il boia è un guerriero armato di ascia che lancia e ritorna a lui, colpendo tutti i nemici che ci sono nel mezzo.

### Cacciatore
Il cacciatore è un uomo con due grossi baffi, armato di un fucile che spara più proiettili insieme. Può colpire sia le truppe aeree che quelle di terra.

### Domatrice di arieti
La domatrice di arieti è una donna che cavalca un ariete. Il suo obiettivo sono le torri, ma può causare danni anche alle truppe grazie a una corda a cui sono legati due sassi.

### Mascalzoni
I mascalzoni sono tre ragazzi (un maschio e due femmine). Il ragazzo è il più grande, ha i capelli neri e combatte con una spada di legno, mentre le due ragazza sono gemelle, hanno i capelli verde acqua e combattono con una fionda.

### Principessa
La principessa è una ragazza con i capelli scuri che combatte con un arco, il quale lancia tre frecce infuocate per volta.

### Spiriti
Gli spiriti sono creaturine che hanno piccoli effetti e appena agiscono muoiono:
- spirito del fuoco: fa un piccolo danno.
- spirito della cura: cura leggermente una truppa alleata.
- spirito del ghiaccio: ghiaccia per qualche secondo un nemico.
- spirito elettrico: fa danni a catena e stordisce fino a nove nemici.

### Terry
Terry è un giovane domatore di cinghiali, protagonista di Book of Clash, comparso in Clash Royale in un evento a tempo di maggio 2023.

### Principino
Un bambino appartenente alla stirpe Royale e armato di balestra. Quando non è in movimento è in grado di aumentare progressivamente la velocità dei suoi colpi mentre con la sua abilità schiera sul campo di battaglia il Guardiano, un'enorme guerriero biondo che respinge i nemici.

## Personaggi presenti solo in Clash Mini

### Contessa
Questa vampira è in grado di teletrasportarsi vicino al nemico più lontano curandosi e infliggendo danni aggiuntivi quando colpisce alle spalle.

### Shield Maiden
È una guerriera con i capelli bianchi, armatura e scudo d'oro. Grazie quest'ultimo è in grado di rimandare al mittente i danni subiti durante la propria super.

### Wave master
Questo tritone attacca i nemici con il tridente, dopodiché fa uno scatto verso il nemico più lontano durante la super, stordendo tutti nemici sul proprio cammino.